# فرودگاه اسکای‌هیل
فرودگاه اسکای‌هیل (به انگلیسی: Skyhill Airport) یک فرودگاه خصوصی است که یک باند فرود چمن دارد و طول باند آن ۷۶۲ متر است. این فرودگاه در کشور ایالات متحده آمریکا قرار دارد و در ارتفاع ۲۲۴ متری از سطح دریا واقع شده است.